# Jean Herbert

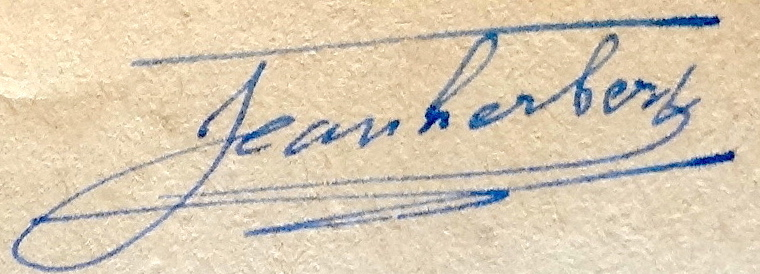
Firma

Jean Daniel Fernand Herbert (París, 27 de junio de 1897-Ginebra, 21 de agosto de 1980) fue un orientalista, intérprete y traductor francés especializado en India e hinduismo. Fue uno de los primeros intérpretes de la ONU.

## Biografía
Se casó con una inglesa con la que tuvo dos hijas, Janine Yates e Yvette Renou. Su padre además hablaba muy bien inglés.
En el periodo de entreguerras trabajó para diferentes organizaciones y alrededor de 1930 se interesó por el budismo y oriente. Durante la Segunda Guerra Mundial, salvó a unos 2000 alsacianos en 1939 y pasó el resto del tiempo en el midi francés.
Al retirarse de las Naciones Unidas, siguió sus viajes por Oriente y Madagascar e impartió clases de mitologías orientales en la Universidad de Ginebra (1954-1964)